# Conops flavipes
Conops flavipes är en tvåvingeart som beskrevs av Carl von Linné 1758. Conops flavipes ingår i släktet Conops och familjen stekelflugor. Arten är reproducerande i Sverige. Inga underarter finns listade i Catalogue of Life.

## Bildgalleri

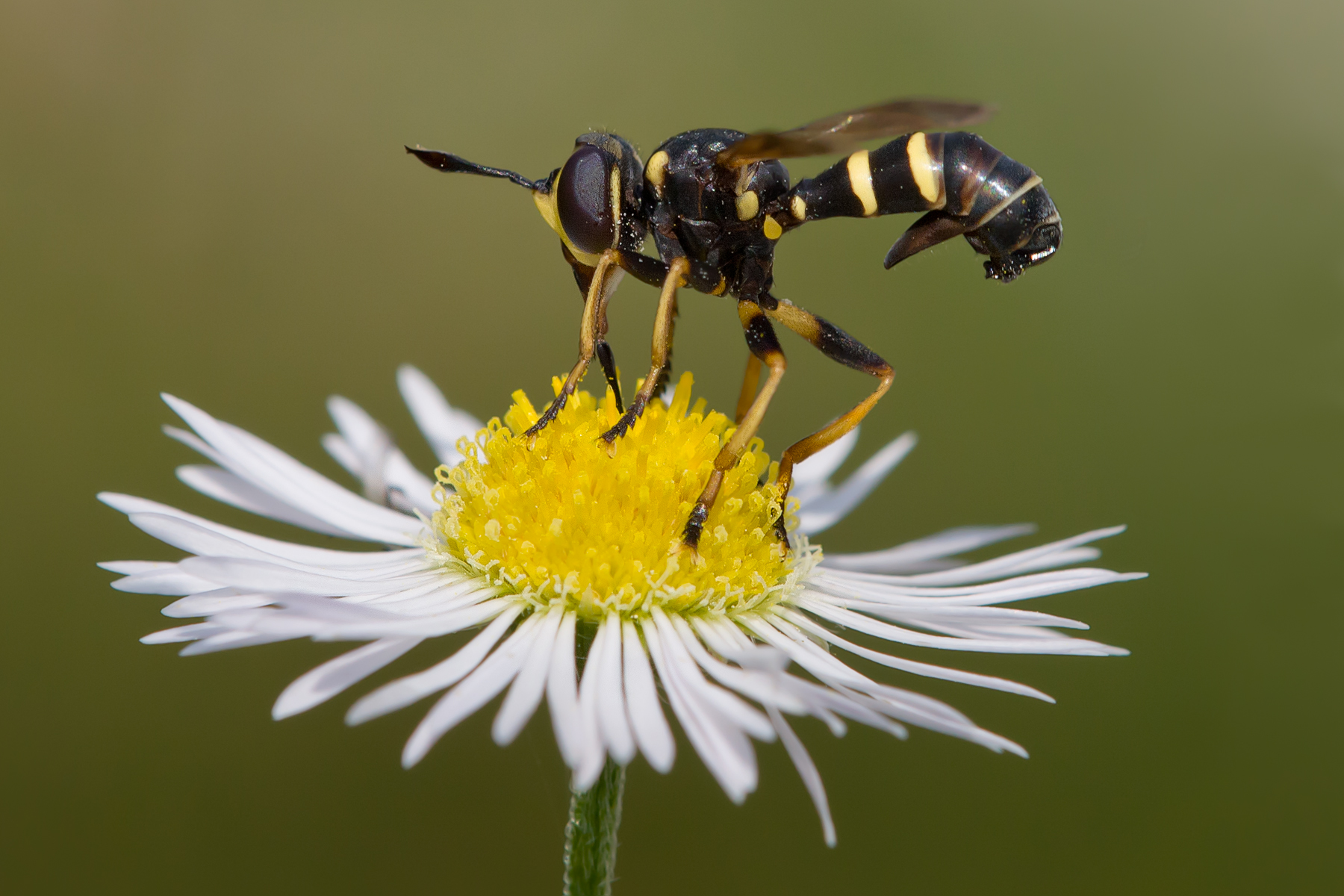